# Bradninch
Bradninch – miasto w Wielkiej Brytanii, w Anglii, w regionie South West England, w hrabstwie Devon. W 2001 r. miasto to zamieszkiwało 1 916 osób.